# Стрибки у воду на Чемпіонаті Європи з водних видів спорту 2022 — вишка, 10 метрів (жінки)
Змагання зі стрибків у воду з вишки серед жінок на Чемпіонаті Європи з водних видів спорту 2022 відбулись 17 серпня.

## Результати[2][3]
| Місце | Спортсменка             | Країна          | Попередні змагання | Попередні змагання | Фінал              | Фінал              |
| Місце | Спортсменка             | Країна          | Бали               | Місце              | Бали               | Місце              |
| ----- | ----------------------- | --------------- | ------------------ | ------------------ | ------------------ | ------------------ |
| 1     | Андреа Спендоліні-Сіріє | Велика Британія | 318.70             | 1                  | 333.60             | 1                  |
| 2     | Софія Лисун             | Україна         | 309.40             | 2                  | 329.80             | 2                  |
| 3     | Крістіна Вассен         | Німеччина       | 253.75             | 10                 | 314.10             | 3                  |
| 4     | Паулін Пфейф            | Німеччина       | 266.55             | 8                  | 304.40             | 4                  |
| 5     | Сара Джодойн Ді Марія   | Італія          | 296.25             | 3                  | 301.40             | 5                  |
| 6     | Луїс Тулсон             | Велика Британія | 293.00             | 4                  | 295.70             | 6                  |
| 7     | Таня Вотсон             | Ірландія        | 269.90             | 7                  | 286.55             | 7                  |
| 8     | Елсе Праастерінк        | Нідерланди      | 272.60             | 6                  | 282.60             | 8                  |
| 9     | К'яра Макгін            | Ірландія        | 277.95             | 5                  | 279.30             | 9                  |
| 10    | Майя Білінеллі          | Італія          | 250.80             | 11                 | 260.80             | 10                 |
| 11    | Валерія Антоліньйо      | Іспанія         | 254.65             | 9                  | 260.60             | 11                 |
| 12    | Ніколета Мускалу        | Румунія         | 235.20             | 12                 | 232.20             | 12                 |
| 13    | Гелле Туксен            | Норвегія        | 234.10             | 13                 | Завершили змагання | Завершили змагання |
| 14    | Джейд Жіллє             | Франція         | 226.85             | 14                 | Завершили змагання | Завершили змагання |
| 15    | Ельма Лунд              | Норвегія        | 193.55             | 15                 | Завершили змагання | Завершили змагання |
| 16    | Аліса Закарян           | Вірменія        | 147.20             | 16                 | Завершили змагання | Завершили змагання |